# Jachting (czasopismo)
Jachting – ilustrowany magazyn, będący miesięcznikiem. Porusza tematy związane z żeglarstwem (regaty żeglarskie, jachting, nawigacja, szkutnictwo i inne).

## Historia
Pierwszy numer magazynu ukazał się w marcu 2005. Pierwszym Redaktorem naczelnym był Dariusz Ostrowski, zastąpiony przez Krzysztofa Baranowskiego. Następnie redaktorem naczelnym była Magdalena Lasocka, a obecnie znowu Dariusz Ostrowski.
Jachting współpracuje z niemieckim magazynem Segeln, publikując na swych łamach tłumaczenia artykułów.

## Rubryki
Treść pisma podzielona jest tematycznie na rubryki:
- Morze
- Śródlądzie
- Technika
- Mesa oficerska

Na łamach jachtingu nie są poruszane tematy motorowodne, które trafiły do odrębnego pisma "Jachting Motorowy".
Od listopad 2011 roku pismo wzbogaciło się o obszerny dział poświęcony nurkowaniu.